# فهد الأنصاري
فهد إبراهيم الأنصاري لاعب كرة قدم كويتي سابق. كان يلعب مع نادي القادسية الكويتي.
قد بدأ باللعب مع الفريق الأول في موسم 2006–07 حتى اعتزاله عام 2022.
و أعاره القادسية إلى الإتحاد في عام 2016 و إلى الفيصلي في عام 2018 و إلى نادي الوكرة مطلع عام 2021.

## إنجازاته مع القادسية
- كأس الأمير (3 مرات) : 2006/2007 - 2012/2011 - 2013/2012
- كأس الاتحاد الكويتي (4 مرات) : 2007/2008 - 2009/2008 - 2011/2010 - 2013/2012
- كأس ولي العهد الكويتي (3 مرات): 2009/2008 - 2013/2012 - 2014/2013
- الدوري الكويتي (5 مرات) : 2008/2009 - 2009/2010 2011/2010 - 2012/2011 - 2013/2014
- كأس الاتحاد الآسيوي (مرة واحدة) : 2014
- كأس السوبر الكويتي (4 مرات).: 2009 - 2011 - 2013 -2014

## المسيرة الدولية
و قد كان مع منتخب الكويت الأولمبي لكرة القدم في عام 2007، وقد شارك في تصفيات أولمبياد بكين 2008.
في يوم 2 ديسمبر 2008 أختاره محمد إبراهيم مدرب منتخب الكويت لكرة القدم ضمن التشكيلة الأولية للمنتخب المشارك في كأس الخليج 2009.

## روابط خارجية
- فهد الأنصاري على موقع قاعدة بيانات كرة القدم.إي يو (الإنجليزية)
- فهد الأنصاري على موقع ناشيونال فوتبول تيمز (الإنجليزية)
- فهد الأنصاري على موقع Soccerway.com (الإنجليزية)